# 夏威夷畝 (夏威夷州)
夏威夷畝（英語：Hawaiian Acres）是位於美國夏威夷州夏威夷縣的一個人口普查指定地區。

## 地理
夏威夷畝的座標為19°32′56″N 155°03′21″W / 19.54889°N 155.05583°W，而該地最高點為海拔高度309米（即1014英尺）。

## 人口
根據2010年美國人口普查的數據，夏威夷畝的面積為50.30平方千米，均為陸地。當地共有人口2700人，而人口密度為每平方千米53人。